# 하야사카 유키
하야사카 유키(일본어: 早坂 勇希, 1999년 5월 22일~)는 일본의 축구 선수이다.

## 구단 경력
그는 2022년 J1리그의 가와사키 프론탈레에 입단했다. 2025년 J2리그의 이와키 FC로 이적했다.